# Julia Hauff
Julia Hauff (* 19. Juli 1900 in Stuttgart; † 1989 ebenda) war eine deutsche Bildhauerin.

## Leben und Werk
Julia Hauff studierte von 1917 bis 1920 bei Ludwig Habich an der Stuttgarter Kunstakademie Bildhauerei. Sie war künstlerisch stark von dem befreundeten Bildhauer Georg Kolbe beeinflusst, mit dem sie einen intensiven Kunstthemen betreffenden Briefverkehr unterhalten hatte. 1928 zog sie von Stuttgart nach Berlin um. Nach ihrer Rückkehr nach Stuttgart im Jahr 1945 war Julia Hauff kaum noch künstlerisch tätig.

## Ausstellungsteilnahmen (Auszug)
- 1926: Stuttgarter Sezession (Maske (Gips); Porträt Konsul G. (Stein)).
- 1931: Einzelausstellung im Kunsthaus Schaller, Stuttgart.
- 1932: Stuttgarter Sezession (Bildnis Frau Sophie Mörike (Terrakotta); Kniende (Bronze); Kauernde (Bronze)).